# Stegastes punctatus
Stegastes punctatus is een straalvinnige vissensoort uit de familie van de rifbaarzen of koraaljuffertjes (Pomacentridae). De wetenschappelijke naam van de soort is voor het eerst geldig gepubliceerd in 1825 door Jean René Constant Quoy en Paul Gaimard. De soort werd ontdekt bij Île de France (Mauritius) op de expeditie van de Franse korvetten l'Uranie en la Physicienne van 1817-1820.
De vis is bruin gekleurd met blauwe vlekjes die in tien tot twaalf rijen op het lichaam zijn gerangschikt.